# Cardenete
Cardenete è un comune spagnolo di 533 abitanti situato nella comunità autonoma di Castiglia-La Mancia.